# Pałac Miączyńskich w Łukowie
Pałac Miączyńskich w Łukowie – wybudowany w XVIII w. w Łukowie przez Franciszka Ksawerego Miączyńskiego, według projektu Matthäusa Daniela Pöppelmanna.

## Zamek
Król Polski Zygmunt II August w XVI w. wydał zezwolenie Stanisławowi Maciejowskiemu, kasztelanowi sandomierskiemu, na budowę zamku warownego, który otaczały ziemne wały oraz fosa zasilana wodą z pobliskiej rzeki. Do zamku, posiadającego cztery narożne baszty, prowadził kamienny most. Według legendy w podziemiach zamku znajdowały się skarby ukryte przez Atanazego Miączyńskiego zdobyte pod Wiedniem.

## Pałac
Pod koniec XVIII w. Franciszek Ksawery Miączyński przebudował zamek w piętrowy pałac, powstały na planie prostokąta, która okalał czworobok starych wałów z fosą. Od frontu znajdował się portyk z czterema kolumnami doryckimi podtrzymującymi fronton.
Franciszek Ksawery Miączyński (1841-1915) w 1903 r. sprzedał pałac seminarium prawosławnemu z Petersburga. W II Rzeczypospolitej w pałacu znajdował się zakon sióstr Niepokalanek, który miał kaplicę oraz prowadził ochronkę, szkołę i seminarium nauczycielskie. Po II wojnie światowej pałac przeznaczono na potrzeby służby zdrowia. Obecnie mieści sanatorium przeciwgruźlicze. Pałac otaczał park angielski z XVIII w. w którym znajdowała się rokokowa kaplica grobowa Miączyńskich z 1753 r.